# Теорема Редфилда — Пойи
Теорема (теория) Редфилда — Пойи — классический результат перечислительной комбинаторики.

## История
Впервые эта теорема была получена и опубликована Редфилдом в 1927 году, но работа была сочтена весьма специальной и осталась незамеченной. Пойа независимо доказал то же самое в 1937 году, но оказался куда более успешным популяризатором — так, например, в первой же публикации он показал применимость этого результата к перечислению химических соединений.

## Вводные определения
Пусть заданы два конечных множества {\displaystyle X} и {\displaystyle Y}, а также весовая функция {\displaystyle w:Y\rightarrow \mathbb {N} }. Положим {\displaystyle n=|X|}. Без потери общности можно считать, что {\displaystyle X=\{1,2,\ldots ,n\}}.
Рассмотрим множество функций {\displaystyle F=\{f\mid f:X\rightarrow Y\}}. При этом вес функции {\displaystyle f} определяется как
{\displaystyle w(f)=\sum _{x\in X}w\left(f(x)\right)}.
Пусть на множестве {\displaystyle X} действует некоторая подгруппа {\displaystyle A} симметрической группы {\displaystyle S_{n}}. Введем отношение эквивалентности на {\displaystyle F}
{\displaystyle f\sim g\quad \Longleftrightarrow \quad f=g\circ a} для некоторого {\displaystyle a\in A}.
Класс эквивалентности {\displaystyle f} обозначим через {\displaystyle [f]} и будем называть орбитой {\displaystyle f}. Так как веса эквивалентных функций совпадают, то можно определить вес орбиты как {\displaystyle w([f])=w(f)}.
Пусть
{\displaystyle c_{k}=\left|\{y\in Y\mid w(y)=k\}\right|} — число элементов {\displaystyle Y} веса {\displaystyle k};
{\displaystyle C_{k}=\left|\{[f]\mid w([f])=k\}\right|} — число орбит веса {\displaystyle k};
{\displaystyle c(t)=\sum _{k}c_{k}\cdot t^{k}} и {\displaystyle C(t)=\sum _{k}C_{k}\cdot t^{k}} — соответствующие производящие функции.

### Цикловой индекс
Цикловой индекс подгруппы {\displaystyle A} симметрической группы {\displaystyle S_{n}} определяется как многочлен от {\displaystyle n} переменных {\displaystyle t_{1},t_{2},\ldots ,t_{n}}
{\displaystyle Z_{A}(t_{1},t_{2},\ldots ,t_{n})={\frac {1}{|A|}}\sum _{a\in A}t_{1}^{j_{1}(a)}\cdot t_{2}^{j_{2}(a)}\cdot \ldots \cdot t_{n}^{j_{n}(a)},}
где {\displaystyle j_{k}(a)} — число циклов длины {\displaystyle k} в перестановке {\displaystyle a}.

## Теорема Редфилда — Пойи
Теорема Редфилда — Пойи утверждает, что
{\displaystyle C(t)=Z_{A}{\big (}c(t),c(t^{2}),\ldots ,c(t^{n}){\big )},}
где {\displaystyle Z_{A}} — цикловой индекс группы {\displaystyle A}.
Доказательство теоремы Редфилда — Пойи опирается на лемму Бёрнсайда.
Известны многочисленные обобщения теоремы Редфилда — Пойи.

## Примеры приложений

### Задача о количестве ожерелий
Задача. Найти количество ожерелий, составленных из {\displaystyle n} бусинок двух цветов. Ожерелья, совпадающие при повороте, считаются одинаковыми (перевороты не допускаются).
Решение. Пусть множество {\displaystyle X=\{1,2,\ldots ,n\}} соответствует номерам бусинок в ожерелье, а {\displaystyle Y=\{0,1\}} — множество возможных цветов. Весовую функцию положим равной {\displaystyle w(y)=y} для всех {\displaystyle y\in Y}. Во множестве {\displaystyle Y} имеется один элемент веса 0 и один — веса 1, то есть {\displaystyle c_{0}=1} и {\displaystyle c_{1}=1}. Откуда {\displaystyle c(t)=1+t}.
Пусть {\displaystyle F=\{f\mid f:X\to Y\}} — множество всех функций из {\displaystyle X} в {\displaystyle Y}. Любая функция {\displaystyle f\in F} задаёт некоторое ожерелье и, наоборот, каждое ожерелье задаётся некоторой функцией из {\displaystyle F}. При этом вес функции равен количеству бусинок цвета 1 в соответствующем ожерелье.
На множестве {\displaystyle X} действует группа поворотов {\displaystyle A}, порожденная циклической перестановкой {\displaystyle (1,2,\ldots ,n)}, которая определяет отношение эквивалентности на {\displaystyle F}. Тогда ожерелья совпадающие при повороте будут в точности соответствовать эквивалентным функциям, и задача сводится к подсчёту числа орбит.
Цикловой индекс группы {\displaystyle A} равен
{\displaystyle Z_{A}(t_{1},\ldots ,t_{n})={\frac {1}{n}}\sum _{k=1}^{n}t_{n/(k,n)}^{(k,n)}={\frac {1}{n}}\sum _{d\mid n}\varphi (n/d)t_{n/d}^{d}={\frac {1}{n}}\sum _{d|n}\varphi (d)t_{d}^{n/d},}
где {\displaystyle \varphi (d)} — функция Эйлера, {\displaystyle (k,n)} — наибольший общий делитель чисел {\displaystyle k} и {\displaystyle n}.
По теореме Редфилда — Пойи,
{\displaystyle C(t)=Z_{A}(1+t,1+t^{2},\ldots ,1+t^{n})={\frac {1}{n}}\sum _{d|n}\varphi (d)(1+t^{d})^{n/d}.}
Число орбит веса {\displaystyle k} (то есть различных ожерелий с {\displaystyle k} бусинками цвета 1) равно {\displaystyle C_{k}}, коэффициенту при {\displaystyle t^{k}} в {\displaystyle C(t)}:
{\displaystyle C_{k}={\frac {1}{n}}\sum _{d|(n,k)}\varphi (d){\binom {n/d}{k/d}}.}
Общее число различных орбит (или ожерелий) равно
{\displaystyle \sum _{k}C_{k}=C(1)={\frac {1}{n}}\sum _{d|n}\varphi (d)2^{n/d}.}